# 2011年11月11日
《6條1鬼門開》（英語：11-11-11）是戴倫·連恩·布斯曼執導的美國超自然恐怖電影。電影內容描寫2011年11月11日11時11分，有關進入天堂或從第11號門通往另一世界的虛構故事。這部影片於2011年11月11日發布。

## 演員
- 提摩西·吉布斯（英语：Timothy Gibbs） 飾演 Joseph Crone
- 邁克·蘭德斯 飾演 Samuel
- 溫蒂·格倫（英语：Wendy Glenn） 飾演 Sadie
- Denis Rafter 飾演 Richard Crone
- Lluís Soler 飾演 Javier
- Brendan Price 飾演 Grant
- Lolo Herrero 飾演 Oculto Owner
- Montserrat Alcoverro 飾演 Celia
- Benjamin Cook 飾演 David
- Salomé Jiménez 飾演 Sarah
- J·拉羅斯（英语：J. Larose） 飾演 Wayne
- Emilie Autumn（英语：Emilie Autumn） 飾演 Woman In Video

## 外部連結
- 互联网电影数据库（IMDb）上《2011年11月11日》的资料（英文）
- AllMovie上《2011年11月11日》的资料（英文）
- Box Office Mojo上《2011年11月11日》的資料（英文）
- 爛番茄上《2011年11月11日》的資料（英文）